# Янчевецкая, Ольга Петровна
О́льга Петро́вна Янчеве́цкая (в девичестве Виноградова; 18 марта 1890, Брест-Литовский — 27 ноября 1978, Белград) — исполнительница русского романса, супруга Василия Яна, мать его единственного сына Михаила Янчевецкого.

## Биография
Родилась 18 марта 1890 года в Брестской крепости, где семья жила в квартире в крепостной стене. В начале 1900-х годов, после смерти отца, капитана Петра Михайловича Виноградова, перешла жить к тёте в Брест, около 1905 года переехала к другой тёте в Петербург. Работала в портновском цехе, с 1907 года — в типографии, в редакции у В. Г. Янчевецкого, за которого 26 апреля 1909 года вышла замуж.
С 1910 года выступала в благотворительных концертах с исполнением романсов, пела в цирке «Модерн» (под сценическим именем «графиня Елена Рок»). В 1913 году выехала с мужем в Стамбул к месту его службы, но вскоре, не свыкнувшись с жизнью за границей, она одна вернулась в Россию — вначале к матери в Севастополь, затем в Петербург. С 1915 года училась в Драматической школе Петровского у А. П. Петровского и И.Шмидта, одновременно — в частной оперной школе Вирджинии Домельи, брала уроки у Михаила Истомина и у Тоскина. Пела в театре миниатюр; в 1917 году была принята в студию театра музыкальной драмы.
После февральской революции уехала к матери в Севастополь, осенью того же 1917 года — в Румынию, где встречалась с мужем, сыном и Женей (приёмной дочерью мужа). Новый 1918 год встречала в Петрограде, в начале года выехала в Харьков, затем в Севастополь, где выступала на эстраде и в оперетте Чернова. В это время, весной 1918 года, муж с детьми вернулся в советскую Россию, о чём О. Янчевецкая ещё не знала.
В конце 1920 года в числе беженцев эмигрировала в Стамбул, в конце декабря — в Сербию (Королевство сербов, хорватов и словенцев). Выступала в музыкальной труппе, созданной эмигрантами из России, затем пела в ресторанах Загреба. Во время немецко-фашистской оккупации Югославии отказалась работать на сцене: «Я потеряла голос. Надолго».
В послевоенное время переехала в Белград; пела в ресторане «Казбек», играла в национальном театре, снималась в кино. В 1970 году приезжала в Москву, где впервые после полувековой разлуки встретилась с сыном.
Похоронена в Белграде на Новом Кладбище.

### Семья
Отец — Пётр Михайлович Виноградов, штабс-капитан.
Мать — Наталия Ивановна (в девичестве Иговская).
- сёстры — Наталья и Анна, братья — Николай и Сергей.

Муж — Василий Григорьевич Янчевецкий (1875—1954), журналист, преподаватель латинского языка; в советское время — писатель, автор исторических романов (под псевдонимом Василий Ян).
- сын — Михаил Васильевич Янчевецкий (8.12.1911 — 17.8.2004)[8], архитектор, жил в Москве.

Муж — Юрий Азбукин (1889—1969), её аккомпаниатор. Вышла замуж, считая на основании слухов свою семью погибшей в период гражданской войны в России.

## Творчество
Всю жизнь — до последнего дня своих 88 лет — выступала как исполнительница романсов, снискав себе при этом не только всенародную популярность среди сербов и русских эмигрантов, но и личную благосклонность руководителей страны. Среди поклонников её таланта были и король Александр I Карагеоргиевич, и руководитель СФРЮ Иосип Броз Тито.
Песни Ольги Янчевецкой издавались в королевстве, а также в социалистической Югославии массовыми тиражами.
Снялась в нескольких фильмах в небольших ролях, а также как певица.

### Дискография
- Ольга Янчевецкая на сайте Discogs

### Фильмография
| Год       |   | Русское название             | Оригинальное название          | Роль               |
| --------- | - | ---------------------------- | ------------------------------ | ------------------ |
| 1967      | ф | Утро                         | Jutro                          | Стана / Stana      |
| 1967      | ф | Когда я буду мёртвым и белым | Kad budem mrtav i beo          |                    |
| 1968      | ф | Полдень                      | Podne                          |                    |
| 1973—1973 | с | Наши мероприятия : Эмигранты | Nase priredbe : Ludi emigranti | певица / pevacica  |
| 1975—1975 | с |                              | Grlom u jagode                 | Наталия / Natalija |
| 1975      | ф | Павле Павлович               | Pavle Pavlovic                 | певица / pevacica  |

## Память
В первом эпизоде сериала «Последняя аудиенция» (серб. Последња аудијенција) (2008) роль Ольги Янчевецкой сыграла Елена Гаврилович (серб. Јелена Гавриловић).
Редакцией программ документального кино Радио и телевидения Сербии был снят документальный фильм «Olga Jančevecka» (автор сценария и режиссёр Anite Panić), показанный в официальном отборе 19-го Международного фестиваля «Золотой Витязь» в Москве (26.5 — 3.6.2010). Фильм включает в себя рассказы об Ольге Янчевецкой, публициста и писателя Косты Димитриевича, певицы Уснии Реджеповой и выступавших с О.Янчевецкой певцов Dubravka Nešović и Живана Самарандича. Фильм был удостоен диплома «За яркий рассказ о судьбе неординарной личности» в номинации «полнометражные документальные фильмы».